# Barbara Engel

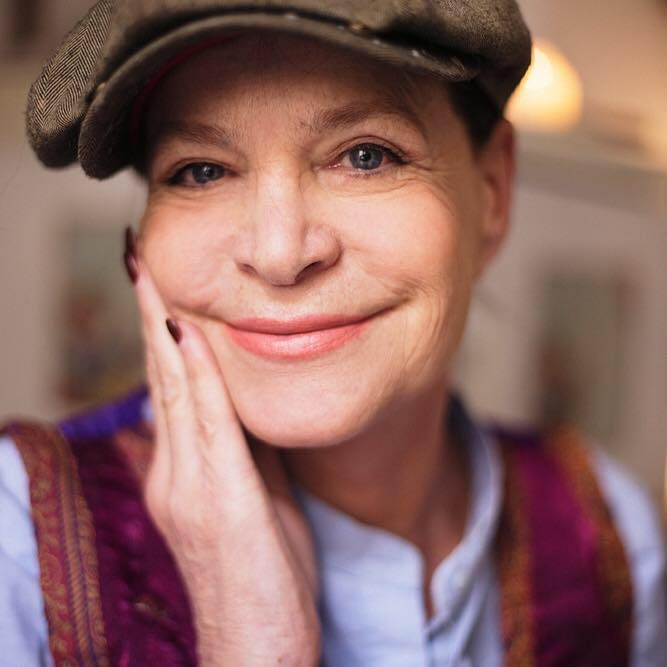
Barbara Engel 2018

Barbara Engel (* 17. September 1952 in Hamburg, früherer Name Barbara Herzsprung) ist eine deutsche Reality-TV-Darstellerin, die auch schon als Modedesignerin tätig war und Märchenbücher veröffentlicht hat.

## Leben
Barbara Engel wurde 1952 in Hamburg geboren. Sie ist Tochter des Verlegers, Rennfahrers und Rallye-Europameisters Werner Engel, der am 30. April 1958 auf dem Circuit Park Zandvoort tödlich verunglückte.
Nach dem Abitur absolvierte Engel eine Lehre zur Verlagskauffrau. 1976 eröffnete sie ihr erstes Modegeschäft namens „L’Uomo“ in Hamburg. Zwei Jahre später lernte sie den Schauspieler Bernd Herzsprung kennen. Sie heirateten 1979 in Los Angeles Huntington Beach. Das Paar bekam zwei gemeinsame Kinder: Hannah (* 1981) und Sarah Lena Herzsprung. Engel veröffentlichte 1997 zwei Märchenbücher. Seit 2004 war sie wieder als Modedesignerin tätig. Es entstanden die Label Louis und Louisa und Von mir!, das Dirndl-Mode entwirft.
Nach der Scheidung von ihrem Mann 2008 zog Engel nach Sri Lanka, verunglückte dort aber schwer und zog nach Deutschland zurück. Sie trat in der Reality-Show Ich bin ein Star – Holt mich hier raus! auf. Weiter folgten Auftritte in diversen Fernsehsendungen wie Das perfekte Promi-Dinner und Die 10 ….
2013 nahm sie an der TV-Show Wild Girls – Auf High Heels durch Afrika und an der Sendung Promi Shopping Queen teil.
Im Sommer 2015 nahm sie an der Sendung Ich bin ein Star – Lasst mich wieder rein! teil und kämpfte mit 26 anderen Kandidaten um einen Platz im Dschungelcamp 2016.

## Bücher
- Drei Wünsche und andere Märchen, München 1997, ISBN 3-89584-534-5.
- Das Märchenbuch: Heiteres und Herzliches zum Vorlesen, Starnberg 1997, ISBN 3-923333-12-9.

## Fernsehauftritte
- 2004: Menschen bei Maischberger
- 2007: Das perfekte Promi-Dinner
- 2008: Ich bin ein Star – Holt mich hier raus!
- 2008: Das perfekte Promi-Dinner – Dschungel-Spezial
- 2009: Der Promi-Trödeltrupp
- 2013: Wild Girls – Auf High Heels durch Afrika
- 2015: Ich bin ein Star – Lasst mich wieder rein!
- 2013, 2017, 2018: Promi Shopping Queen
- 2021: Ich bin ein Star – Die große Dschungelshow (Gast)